# أبيل غوميز مورينو
أبيل غوميز مورينو (بالإسبانية: Abel Gómez Moreno)‏ (مواليد 20 فبراير 1982 في إشبيلية - إسبانيا) لاعب كرة قدم إسباني يلعب حاليا لصالح نادي الدرجة الأولى خيريث الإسباني منذ 2009 في مركز الوسط المدافع كما يجيد اللعب في مركز الوسط المهاجم .

## روابط خارجية
- أبيل غوميز مورينو على موقع قاعدة بيانات كرة القدم.إي يو (الإنجليزية)
- أبيل غوميز مورينو على موقع Soccerbase.com (لاعب) (الإنجليزية)
- أبيل غوميز مورينو على موقع Soccerway.com (الإنجليزية)
- أبيل غوميز مورينو على موقع عالم كرة القدم.نت (الإنجليزية)
- أبيل غوميز مورينو على موقع AS.com (الإسبانية)